# 蕃薯 (地名)
23°41′37.5″N 120°26′28.7″E / 23.693750°N 120.441306°E
蕃薯，是台灣雲林縣虎尾鎮的一個傳統地域名稱，位於該鎮南部。相較於今日行政區，其範圍大致包括興南里不含北部中央偏東地帶、平和里東南端，以及斗南鎮小東里西端一小部分。

## 歷史
台灣清治末期至日治初期，蕃薯地區為一街庄，稱為「蕃薯庄」，隸屬於大坵田堡。該庄昔日西部及北部隔虎尾溪與湳仔庄、五間厝庄、平和厝庄為界，東邊為小東庄，南邊為大東庄。
1901年（日治明治三十四年）11月，全台廢縣廳改設二十廳，該庄隸屬於斗六廳。1903年（明治三十六年）6月，該庄編入「大墩仔區」，隸屬於斗六廳。1909年（明治四十二年）10月，合併二十廳為十二廳，大墩仔區改隸屬於嘉義廳。1920年（大正九年），全台地方制度大改正，廢十二廳改設五州二廳，該庄改制為「蕃薯」大字，隸屬於臺南州虎尾郡虎尾庄。1933年，虎尾庄升格為虎尾街。
戰後虎尾街改制為虎尾鎮，隸屬於臺南縣，大字亦改制為里。1950年10月，雲、嘉、南分治，虎尾鎮改隸屬雲林縣。

## 聚落
本地區發展較早的聚落為蕃薯、竹圍仔蕃薯（竹圍子），在日治期初期的官方地圖上已有記載。

## 交通
國道1號又稱「中山高速公路」，是貫穿台灣西部的兩條縱向高速公路之一，大致以東北微北—西南微南走向經過蕃薯地區東部邊界外不遠處。最近的交流道的是位於正東方縣道158號交會處的斗南交流道。由此可快速前往國道1號沿線各地。
省道台78線即「東西向快速公路－台西古坑線」，是雲林縣境內的東西向快速公路，大致以西北西—東南東走向繞大彎轉西北—東南走向蜿蜒經過本地區南部邊界外不遠處。西側最近的交流道是縣道145號交會處的虎尾交流道，東側最近的是國道1號交會處的雲林系統交流道，以及省道台1線交會處的斗南交流道。由此等向西可前往土庫、元長北部、東勢、台西等地；向東可前往古坑、高厝林子頭的東側端點（古坑端）並止於國道3號古坑系統交流道；亦可於雲林系統交流道轉接國道1號前往台灣西部南北各地。
省道台1線（延平北路、延平路一段）又稱「縱貫公路」，是台北至屏東楓港的傳統平面幹道，大致以北微西—南微東走向轉東北微北—西南微南走向再轉北微西—南微東走向經過本地區東部邊界外不遠處，且位於國道1號東側。由該道路向北微西轉北北東可前往虎尾東北部、莿桐西南部、西螺、溪州等地，向南微東轉南南西可前往斗南市區、大埤東界、大林、溪口東部等地。
縣道145號（林森路一段～二段）是埤頭至六腳鄉港尾寮的道路，大致以東北—西南走向經過本地區西部邊界外不遠處。由該道路向東北可前往虎尾市區、西螺、埤頭並止於縣道150號路口；向西南可前往土庫、元長東南部、北港、六腳港尾寮等地。
縣道158號（平和路、大業路）是臺西海口至斗南北勢仔的道路，大致以西北微北—東南微南走向繞大彎轉西北西—東南東走向經過本地區東部凸出部分的東北側。由該道路向西北微北繞經虎尾市區北側可前往土庫中部、褒忠、東勢、台西等地；向東南東可前往小東聚落、國道1號斗南交流道並止於省道台1線路口。
縣道158乙線（大同路）是斗南鎮小東至古坑鄉永光（實際終點在麻園）的道路，其西北側端點（起點）位於本地區東部近邊界處的縣道158號路口。由此向東南出境後轉東南微南經國道1號高架橋下後可前往斗南市區、舊社東部、阿丹、麻園並止於省道台3線路口。
鄉道雲84線是虎尾至大東的道路，其西側端點（起點）本地區西北部邊界外緣的位於虎尾溪北岸河堤道路路口（接虎尾市區文化路）。由此向東南微南過虎尾溪興南大橋並入境後，繞大彎轉東南東再轉南南東，經蕃薯聚落後轉東南東，經鄉道雲87線起點路口後，轉東北微東再轉東北東再轉東，出境後可前往大東並止於鄉道雲85線路口。
鄉道雲87線是蕃薯至港墘的道路，其北側端點（起點）位於本地區中部偏東南東竹圍子聚落西郊的鄉道雲84線路口。由此向南南西轉南南東出境後，可前往大東地區的埤麻、港墘等聚落並止於鄉道雲181線路口。

## 文化資產
- 虎尾糖廠鐵橋（縣定古蹟，南半部）